# Swisher
Swisher és una població dels Estats Units a l'estat d'Iowa. Segons el cens del 2000 tenia 813 habitants.

## Demografia
Segons el cens del 2000, Swisher tenia 813 habitants, 306 habitatges, i 231 famílies. La densitat de població era de 682,4 habitants/km².
Dels 306 habitatges en un 35,9% hi vivien nens de menys de 18 anys, en un 69,3% hi vivien parelles casades, en un 3,9% dones solteres, i en un 24,2% no eren unitats familiars. En el 19% dels habitatges hi vivien persones soles el 7,8% de les quals corresponia a persones de 65 anys o més que vivien soles. El nombre mitjà de persones vivint en cada habitatge era de 2,66 i el nombre mitjà de persones que vivien en cada família era de 3,05.
Per edats la població es repartia de la següent manera: un 26,8% tenia menys de 18 anys, un 6,6% entre 18 i 24, un 34,9% entre 25 i 44, un 23,5% de 45 a 60 i un 8,1% 65 anys o més.
L'edat mediana era de 36 anys. Per cada 100 dones de 18 o més anys hi havia 100,3 homes.
La renda mediana per habitatge era de 63.667 $ i la renda mediana per família de 67.368 $. Els homes tenien una renda mediana de 40.776 $ mentre que les dones 30.673 $. La renda per capita de la població era de 24.596 $. Entorn del 0,9% de les famílies i el 2,4% de la població estaven per davall del llindar de pobresa.

## Poblacions més properes
El següent diagrama mostra les poblacions més properes.